# Бор-Гиберта
Бор-Гиберта — деревня в Великолукском районе Псковской области России. Входит в состав сельского поселения «Лычёвская волость».
Расположена на берегу реки Лазавица, в 16 км к югу от центра города Великие Луки.

## Население
Постоянное население по оценке на 2000 год в деревне отсутствовало.